# Gatčina
Gatčina (rusko: Га́тчина) je mesto in upravno središče Gatčinskega okrožja v Leningrajski oblasti, Rusija. Leži 45 kilometrov južno od Sankt Peterburga, ob cesti E95, ki vodi v Pskov.
Pred tem se je imenoval Hotčino, Gatčina (do 14. februarja 1923), Trock (do 2. avgusta 1929) in Krasnogvardejsk (do 28. januarja 1944).
Gatčina, največje mesto na območju Leningrada, je najbolj znano kot mesto Velike Gatčinske palače, ene glavnih rezidenc ruske carske družine v 18. in 19. stoletju. Zgodovinsko središče in palača sta del Unescove svetovne dediščine pod naslovom Zgodovinsko središče Sankt Peterburga in pripadajoče skupine spomenikov.  Druga priljubljena turistična atrakcija je palača Prioratski.

## Zgodovina

### Zgodnja zgodovina
Gatčina je bila prvič dokumentirana leta 1499 pod imenom Hotčino kot vas v posesti Novgorodske republike . V 17. stoletju so kraj v vrstah vojn prenesli v Livonijo in nato na Švedsko, vse do zgodnjih let velike severne vojne na prelomu 1700-ih, ko je bilo območje vrnjeno Rusiji. Leta 1703 se je Gatčina znašla v južni bližini nove ruske prestolnice Sankt Peterburg, ki so jo zgradili 45 kilometrov severno ob izlivu reke Neve. Kljub tehnično še vedno pripadajoči švedski Ingriji je Gatčino leta 1708 Peter Veliki dal svoji sestri Nataliji Aleksejevi, po njeni smrti leta 1716 pa je Peter tam ustanovil carsko bolnišnico in apoteko. Leta 1765 je postala last grofa Orlova.

### Carske rezidence
Leta 1765 je carica Katarina Velika od kneza Borisa Kurakina odkupila posestvo Gatčin, v katerem je bilo naselje in manjši dvorec. Gatčino je Katarina podarila enemu svojih najljubših ljubimcev, grofu Grigoriju Orlovu, ki je tri leta prej organiziral atentat na carja Petra III., zaradi česar je postala carica. Med letoma 1766 in 1788 je grof Orlov namesto prvotne graščine zgradil masivno palačo Veliko Gatčino, s 600 sobami, obsežen angleški krajinski park na 7 kvadratnih kilometrih  s sosednjim živalskim vrtom in kmetijo konjev. Triumfalni lok je po zasnovi postavil arhitekt palače Antonio Rinaldi, ki tvori monumentalni vhod. Po Orlovi smrti leta 1783 je palačo od dedičev kupila Katarina in jo dala svojemu sinu velikemu knezu Pavlu Petroviču, bodočemu carju Pavlu I.. Pavel je v času lastništva palače to spremenil, hkrati pa je začel razvijati vas Gatčina v mesto s pomočjo izkušenj s potovanj po Evropi. Po vzponu na prestol je Pavel podelil Gatčini status carskega mesta, častno poimenovanje za mesta, ki so imela carsko palačo. Palačo Gatčina so poznejši carski lastniki večkrat razširili in spremenili z dodatkom rokokoja, ki sta ga zasnovala Rinaldi in Vincenzo Brenna, izvedli pa  italijanski štukaterji in ruski obrtniki.
Leta 1854 je bila odprta železnica, ki je povezovala Gatčino in Sankt Peterburg, ozemlje Gatchina pa se je razširilo z vključitvijo več vasi . Naslednje leto je palača prešla v last carja Aleksandra II., ki jo je uporabljal kot svojo drugo rezidenco. Aleksander je lovsko vas južno od Gatčine zgradil za umik, kjer je lahko skupaj s svojimi gosti užival v neokrnjeni divjini severozahodne Rusije. Po atentatu nanj leta 1881 je bila palača Gatčina prenesena njegovemu pretresenemu sinu, novemu carju Aleksandru III., ki so mu svetovali, da bo v Gatčini varnejši način kot v Zimskem dvorcu v Sankt Peterburgu. Aleksander je večino svojega življenja preživel v palači Gatčina, ki je po carjevi nazadnjaški politiki postala znana kot Citadela avtokracije. Tu je podpisoval odloke, prirejal diplomatske sprejeme, gledališke predstave, maškarade in plese v kostumih ter druge prireditve in zabave. Aleksander III. je v palači Gatčina predstavil nekaj tehnoloških posodobitev, kot so notranji grelniki, električne luči, telefonsko omrežje, vodovodne cevi brez zamrznitve in sodoben kanalizacijski sistem. Njegov sin, bodoči car Nikolaj II. in zadnji ruski car, je mladost preživel v palači Gatčina, čeprav bo z družino naredil Carsko selo svoj dom. Njegova mati, carica Marija Feodorovna, vdova po Aleksandru III., je bila zavetnica mesta Gatčina, palače in njenih parkov.

### 20. stoletje
Gatčina je bil na svetovnem sejmu leta 1900 v Parizu (Exposition Universelle) nagrajena kot najbolje vzdrževano mesto Rusije. Kakovost življenja, izobraževanja, zdravstvenih storitev in javne varnosti v Gatčini so bili priznani kot najboljši, zato so ga priporočili kot zgled drugim mestom v Rusiji. Leta 1910 so ustanovili eno prvih letališč v Rusiji, mesto pa je postalo eno prvih središč letalske in motorne tehnologije v Rusiji. Pilot Pjotr Nesterov se je izučil na letališču v Gatčini in opravil svoj prvi daljši let iz Gatčine v Kijev. Palača je ostala ena od uradnih carskih rezidenc carja Nikolaja II., ki je predsedoval letnim vojaškim paradam in praznovanjem carske ruske vojske, stacionirane v Gatčini do leta 1917. Med prvo svetovno vojno so car Nikolaj II. in cesarica Marija Fjodorovna, mati Nikolaja II., njegova žena carica Aleksandra Fjodorovna, pa tudi hčere velike kneginje Olga, Tatjana, Marija in Anastazija obiskali večje medicinske bolnišnice v Gatčini.
Marca 1917 je rusko carstvo po februarski revoluciji zrušilo Nikolaja II., kar je povzročilo upad pomena Gatčine, saj sta mesto in njegova palača postala državna last ruske začasne vlade, ki ga je spremenila v muzej. Kmalu zatem, ob izbruhu ruske državljanske vojne, je bilo mesto  Gatčina zvesto Belemu gibanju, je palačo 27. oktobra 1917 obiskal predsednik Aleksander Kerenski. Med obiskom so izbruhnili boji med odredi Rdeče garde in Kozaki enote generala Pjotra Krasnova. Rdeči so v bitki, ki se je palači izognila, zmagali in 1. novembra izvedli shod pred palačo na glavnem trgu, kjer je Pavel Dibenko spodbudil kozaške enote, nameščene v palači, naj se predajo in ne nasprotujejo rdečim oblastem. Kerenski je tisto noč zapustil palačo Gatčina, naslednji dan pa so jo zasedle rdeče čete. Rdeči so maja 1918 ponovno odprli muzej, »za zmagovite ljudske množice ruske revolucije«. Od leta 1918 do 1941 so bili palača Gatčina in parki odprti za javnost kot nacionalni muzej. 14. februarja 1923 so mesto  nove sovjetske oblasti preimenovale v Trotsk (rusko: Троцк) v čast Leona Trockega. Potem ko je Josip Stalin postal generalni sekretar Komunistične partije Sovjetske zveze, je bil Trocki postopoma izgnan, mesto pa je bilo 2. avgusta 1929 preimenovano v Krasnogvardejsk (Красногварде́йск, Mesto rdeče garde).
Gatčino je, po vpadu Nemčije v Sovjetsko zvezo med drugo svetovno vojno, v sobote, 13. septembra 1941 okupirala nacistična Nemčija. Nemci so mesto preimenovali v Lindemannstadt, v čast generala iz Wehrmachta Georga Lindemanna in velik del palače Gatčina oropali za svoje umetniške zbirke. 26. januarja 1944 so Nemci med umikom zapustili Lindemannstadt in palačo požgali ter uničili velik del parka. Mesto je hitro prevzela Rdeča armada, dva dni pozneje pa ga preimenovana nazaj v svoje predsovjetsko ime Gatčina. Po vojni je bila Gatčina obnovljena po sovjetskih standardih in postala dom Peterburškega inštituta za jedrsko fiziko. Obseg opustošenja palače je bil izreden in je sprva veljal za nepopravljiv. Restavratorska dela so trajala več kot 60 let, nekateri deli umetniške zbirke pa so bili obnovljeni iz varne hrambe in vrnjeni v Gatčino. Danes je en del palače delno dokončan, nekatere državne sobe in dvorane so zdaj odprte za javnost. Ostala območja palače ostajajo zaprta in neobnovljena.
Leta 1990, tik pred razpadom Sovjetske zveze, je palača Gatčina in preživele stavbe v zgodovinskem središču mesta postala Unescova svetovna dediščina, kot del širšega Sankt Peterburga in sorodnih skupin spomenikov. Leta 1999 je bila Gatčina nagrajena kot najbolj udobno mesto Rusije, tekmovanju v kakovosti življenja ruskih mest v kategoriji III, mesta s prebivalstvom pod 100.000. Leta 2010 je bil preklican status Gatčine kot zgodovinskega mesta Rusije.

## Pobratena mesta
Gatčina je pobratena z:
- občina Eskilstuna, Švedska
- Espoo, Finska
- Ettlingen, Nemčija